# Giovanni Battista Lercari (doge 1576)
Il Serenissimo Giovanni Battista Lercari (Genova, 1576 – Genova, 1657) fu il 106º doge della Repubblica di Genova e re di Corsica.

## Biografia

Stemma nobiliare dei Lercari

Orfano di padre in età giovanile, Giovanni Battista Lercari nacque a Genova nel 1576. 
Intorno al ventiquattresimo anno d'età fu deputato alla Redenzione degli Schiavi, un organo istituzionale dedicato a quei genovesi caduti prigionieri dei Turchi. Fu probabilmente un'unica parentesi temporanea "d'impegno statale" in quanto, nel decennio seguente, il Lercari preferì dedicarsi ai suoi interessi economici e della sua famiglia (cospicua fu l'eredità ricevuta al decesso del padre) nelle terre del sud d'Italia, del Portogallo e della Spagna.

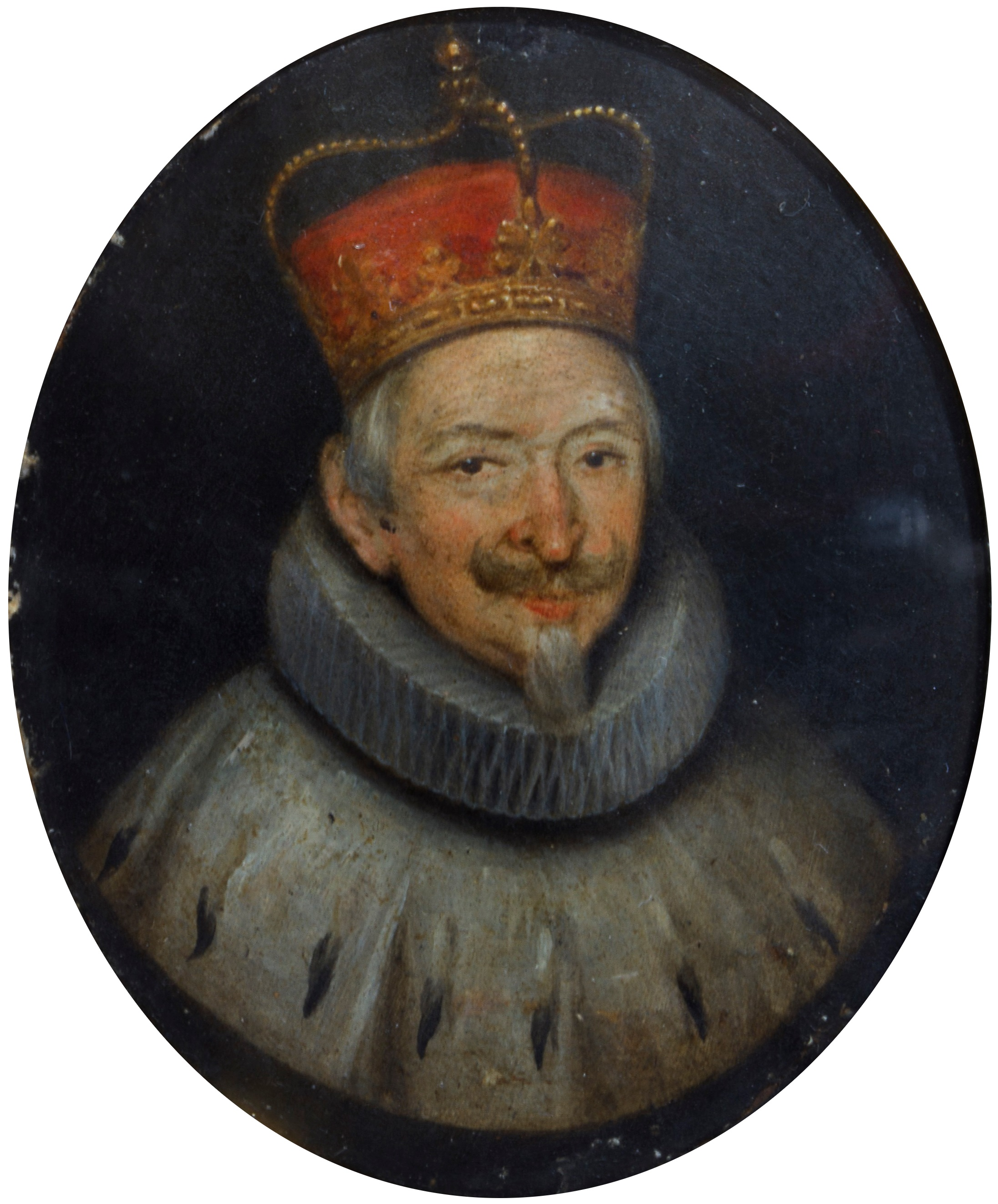
Miniatura di Giovanni Battista Lercari, 1642-44, Ossolineum a Breslavia

Intorno agli anni venti del Seicento fece ritorno nella capitale genovese dove ricoprì nuovi incarichi d'ufficio per la repubblica. Nel 1625 partecipò agli scontri tra lo stato genovese e il Ducato di Savoia e, nel 1627, fece parte degli Inquisitori di Stato: ente fondato dopo la scoperta della cosiddetta "congiura del Vachero".
Il 4 luglio 1642 fu chiamato dal Gran Consiglio a guidare la massima carica dello stato: la sessantunesima in successione biennale e la centoseiesima nella storia repubblicana. In qualità di doge fu investito anche della correlata carica biennale di re di Corsica.
Del suo mandato dogale viene ricordata l'apertura a Genova della nuova Via Giulia (l'odierna via XX Settembre) e la proibizione del "gioco del Seminario", legato quest'ultimo all'estrazione dei senatori della Repubblica.
Terminato il biennio il 4 luglio 1644, non si conoscono dettagli aggiuntivi della vita di Giovanni Battista Lercari post dogato. Morì a Genova nel 1657 e fu sepolto all'interno della chiesa della Consolazione. Non avendo lasciato prole i suoi beni, per volontà testamentarie, furono devoluti all'ospedale di Pammatone.